# Franz de Paula Ferg

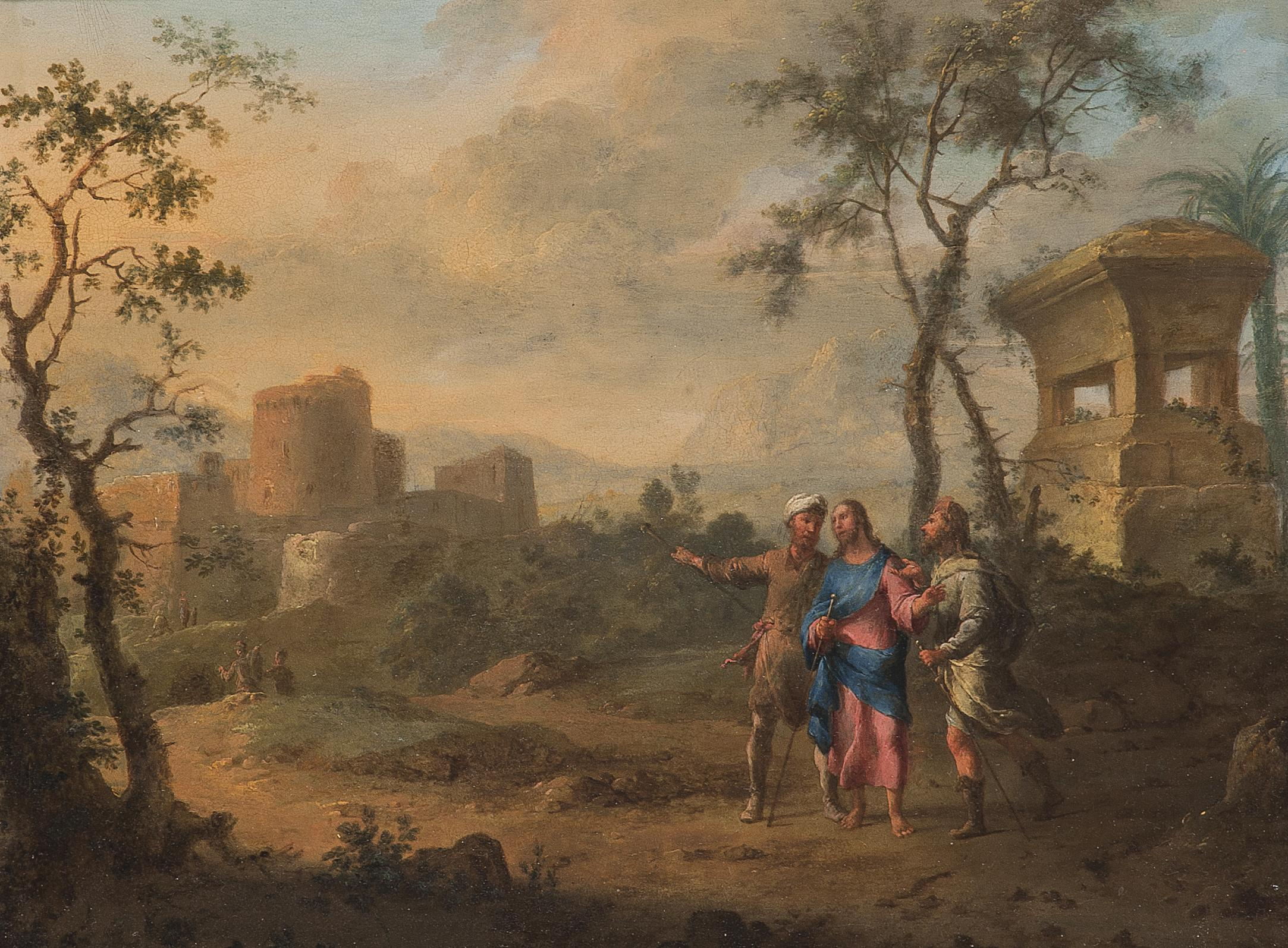
Droga do Emaus

Franz de Paula Ferg (ur. 2 maja 1689 w Wiedniu, zm. 1740 w Londynie) – austriacki malarz i grafik.
Uczeń swego ojca P. Ferga i A. Thile'go. Przez długi okres działał w Dreźnie, później w Brunszwiku, a od 1720 roku w Londynie. Malował pejzaże i sceny rodzajowe.
Jego uczniem był Daniel Gran (1694-1757).